# Carl Chun

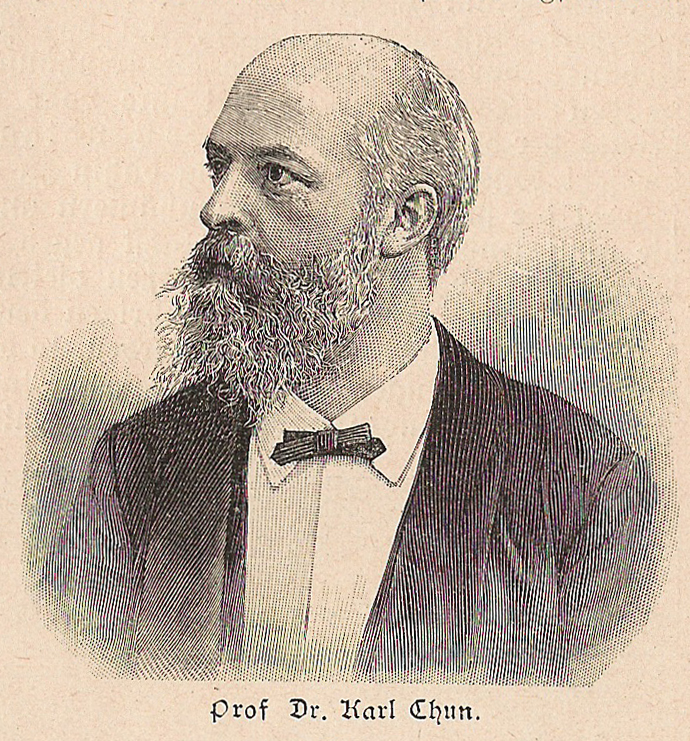
Carl Chun

Carl Friedrich Chun (* 1. Oktober 1852 in Höchst am Main; † 11. April 1914 in Leipzig) war ein deutscher Zoologe und Tiefseeforscher. Sein Lebenswerk ist die Organisation und Durchführung der Valdivia-Expedition 1898/1899. Er war Spezialist für Rippenquallen und Tintenfische.

## Leben
Chun besuchte das Lessing-Gymnasium in Frankfurt am Main, wo er auch die Vorlesungen am Theatrum anatomicum der Senckenbergischen Stiftungen besuchte. Er studierte Zoologie an der Georg-August-Universität Göttingen und der Universität Leipzig bei Rudolf Leuckart, bei dem er 1875 zum Doktor der Medizin promovierte. Später arbeitete er als Assistent bei seinem Lehrer. 1876 ging er an die Zoologische Station Neapel zu Anton Dohrn. Mit einer Monographie über die Ctenophoren, die 1880 in der Reihe Fauna und Flora des Golfes von Neapel veröffentlicht wurde, erlangte er als Biologe weltweite Anerkennung. Sein Interesse galt vor allem der Tiefenfauna des Meeres, die er mit selbstkonstruierten Schließnetzen an den Küsten Korsikas, Dalmatiens und der Kanarischen Inseln untersuchte.
Ab 1878 war er als Privatdozent an der Universität Leipzig tätig, 1883 erhielt er einen Lehrstuhl an der Albertus-Universität Königsberg. Im Jahr 1898 wurde er zum Professor für Zoologie an die Universität Leipzig berufen.
Im Jahr 1881 wurde er zum Mitglied der Deutschen Akademie der Naturforscher Leopoldina gewählt. Ferienaufenthalte am Mittelmeer nutzte Chun zur Vervollkommnung seiner Fangtechniken für pelagische Meerestiere. Im Resultat einer Reise zu den Kanaren im Winter 1887/1888 veröffentlichte Chun eine Arbeit mit dem Titel Die pelagische Tierwelt in größeren Meerestiefen und ihre Beziehung zur Oberflächenfauna und begründete damit seinen Ruf als Pionier der Planktonforschung. Im Jahr 1889 nahm er an der Deutschen Planktonexpedition teil, bei der er die Rippen- und Staatsquallen bearbeitete. 1891 erhielt Chun, der mittlerweile eine Autorität in der Meeresbiologie darstellte, eine Professur für Zoologie an der Schlesischen Friedrich-Wilhelms-Universität.

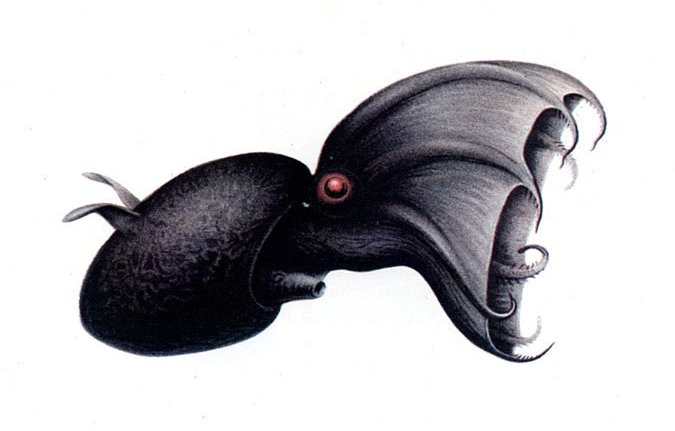
Der von Chun entdeckte Tiefsee-Tintenfisch Vampyroteuthis infernalis

Seinen Traum von einer weltumspannenden Erforschung der Tiefsee stellte er im September 1897 auf der Versammlung Deutscher Naturforscher und Ärzte in Braunschweig seinen Fachkollegen vor. Mit einer Resolution der Gesellschaft wurde Chun ermächtigt, an „allerhöchster Stelle“ um die Verwirklichung seines Planes zu bitten. Kaiser, Bundesrat und Reichstag befürworteten im Januar 1898 die hohen finanziellen Forderungen Chuns.
In einer Rekordzeit wurde der ehemalige Postdampfer Valdivia für die Ansprüche einer ozeanographischen Expedition ausgerüstet. Am 31. Juli 1898 trat die Valdivia ihre Fahrt durch den Atlantik um die Südspitze Afrikas in den Indischen Ozean an. Am 16. Dezember 1898 erreichte sie den südlichsten Ort vor dem antarktischen Enderby Land und nahm danach Kurs auf Sumatra. Von dort trat das Schiff die Heimreise an, die über Sri Lanka und die Seychellen an die Ostküste Afrikas führte. Die letzte von insgesamt 268 bearbeiteten Stationen wurde in der Nähe des Kap Guardafui gemacht. Am 1. Mai 1899 erreichte die Expedition den Hamburger Heimathafen.
Chun widmete sich neben seiner Lehrtätigkeit intensiv der Herausgabe der Resultate der Valdivia-Expedition, wobei er selbst den wissenschaftlichen Teil über die Cephalopoden schrieb. 1902/1903 war er Präsident der Deutschen Zoologischen Gesellschaft. Seit 1898 war er ordentliches Mitglied der Sächsischen Akademie der Wissenschaften. Nach dem Tod von Rudolf Leuckart übernahm Chun mit Beginn des Sommersemesters 1898 die Direktion des Zoologischen Instituts der Universität Leipzig. 1905 wurde er zum korrespondierenden Mitglied der Bayerischen Akademie der Wissenschaften gewählt. 1906 war er Vorsitzender der Gesellschaft Deutscher Naturforscher und Ärzte. Im Jahr 1911 erhielt er die Cothenius-Medaille der Leopoldina.
Insgesamt wirkten an der Bearbeitung des Sammlungsmaterials über 70 Wissenschaftler mit, unter ihnen auch der Organisator der Challenger-Expedition Sir John Murray. Die vollständige Herausgabe des in 24 Bänden und 95 Einzellieferungen erschienenen Werkes dauerte bis 1940 an. Carl Chun erlebte den Abschluss dieses Werkes nicht. Er verstarb am 11. April 1914 an einem langjährigen Herzleiden in Leipzig. Große Teile des wissenschaftlichen Nachlasses von Carl Chun befinden sich heute im Museum für Naturkunde in Berlin sowie im Naturmuseum Senckenberg in Frankfurt a. M.

## Familie
Er war mit Lily Vogt (1860–1940), einer Tochter des Professors Carl Vogt, verheiratet. Carl Vogt (1817–1895) war Abgeordneter der Frankfurter Nationalversammlung und ab 1852 Professor an der Universität Genf.
Carl und Lily Chuns 1885 geborene Tochter Annie war die erste Frau des Zoologen Otto zur Strassen, eines Teilnehmers der Valdivia-Expedition; die 1887 geborene Tochter Lily war die sozialdemokratische Politikerin Lily Pringsheim, die mit dem Pflanzenphysiologen Ernst Georg Pringsheim junior verheiratet war.

## Schriften

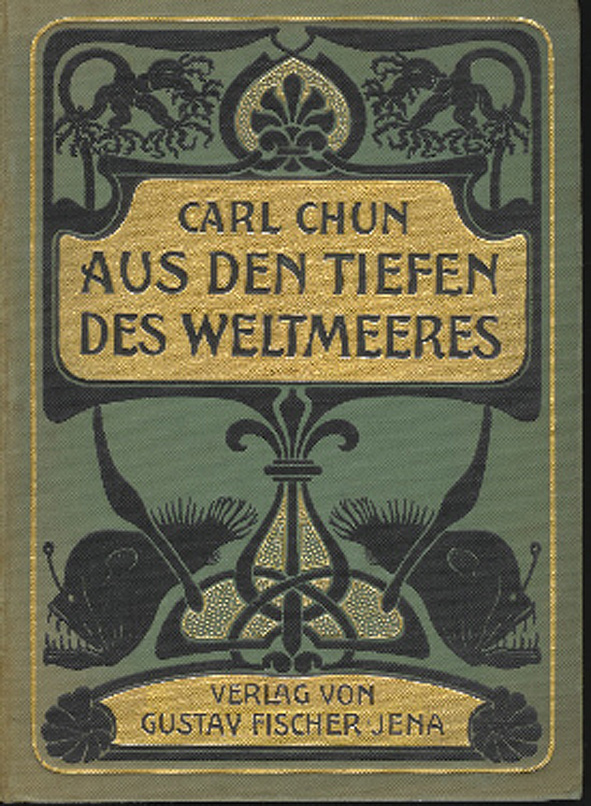
Vorderdeckel des Einbandes der 1. Auflage des Bestsellers Aus den Tiefen des Weltmeeres (1900)

- Die Ctenophoren des Golfes von Neapel und der angrenzenden Meeres-Abschnitte: eine Monographie. Fauna und Flora des Golfes von Neapel und der angrenzenden Meeres-Abschnitte hrsg. von der Zoologischen Station zu Neapel, 1: XVIII, 313 S., Stazione Zoologica Napoli, Leipzig: Engelmann 1880. (Digitalisat)
- Katechismus der Mikroskopie. Webers illustrierte Katechismen. 138 S., Leipzig: S. Weber 1885. (Digitalisat)
- Die pelagische Thierwelt in grösseren Meerestiefen und ihre Beziehungen zu der Oberflächenfauna. Bibliotheca Zoologica 1 (1): 66 S., Cassel: Fischer 1887. (Digitalisat)
- Die Beziehungen zwischen dem arktischen und antarktischen Plankton. 64 S., Stuttgart: Nägele 1897. (Digitalisat)
- Aus den Tiefen des Weltmeeres. 1. Auflage, 549 S., Jena: Fischer 1900.
- Aus den Tiefen des Weltmeeres. 2. Auflage, 592 S., Jena: Fischer 1903. (Digitalisat)
- Die Cephalopoden T. 1: Oegopsida. Wissenschaftliche Ergebnisse der deutschen Tiefseeexpedition auf dem Dampfer Valdivia 1898–1899, 18(1), Jena: Fischer 1910. (Digitalisat)
- Die Cephalopoden T. 2: Myopsida, Octopoda. Wissenschaftliche Ergebnisse der deutschen Tiefseeexpedition auf dem Dampfer Valdivia 1898–1899, 18(2), Jena: Fischer 1910. (Digitalisat)

## Porträts

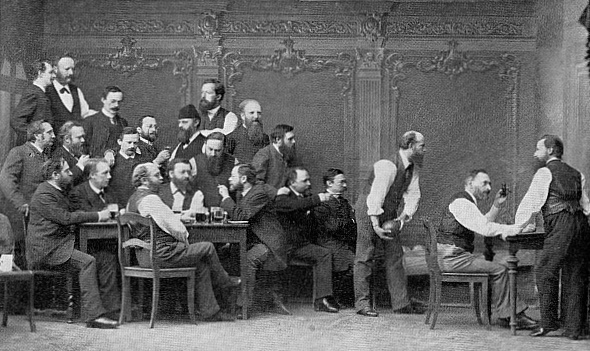
Chun beim Kegelabend des Vereins für wissenschaftliche Heilkunde

- Bronzegussmedaille 1909, 60 mm. Medailleur: Paul Sturm (1859–1936). Vorderseite: CARL CHUN DEUTSCHE TIEFSEE EXPEDITION 1898–1899 --- Bärtige Büste nach r. Rückseite: Eine Nymphe zwischen Seegetier schaut durch ein nautisches Gerät auf den Meeresboden. Literatur: Grund 1986, Nr. 75. Heidemann 1998, Nr. 81.